# 尋常小學校

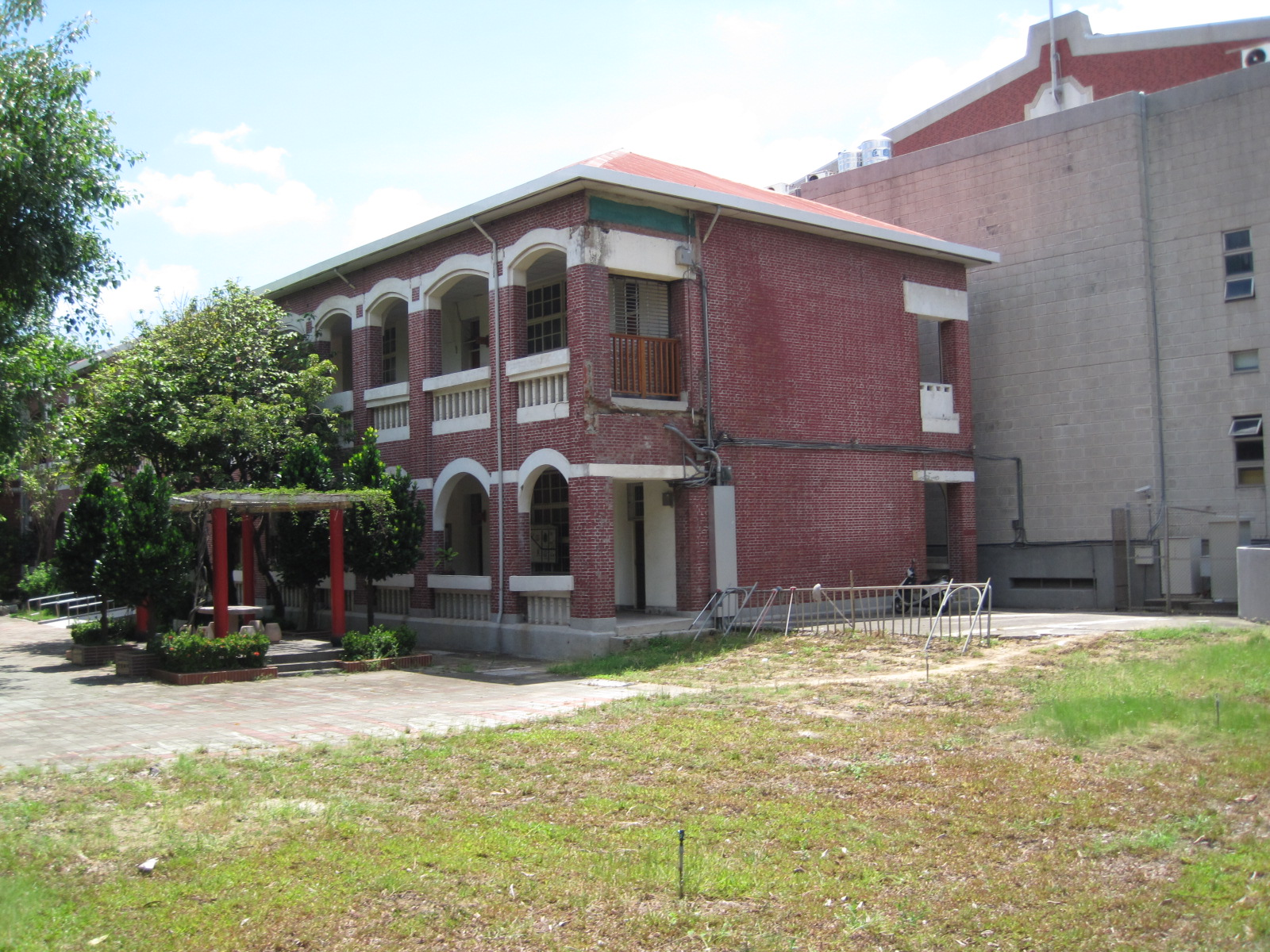
原花園尋常小學校本館（今臺南市北區公園國民小學）

尋常小学校（日语：〔〕／ jinjō shōgakkō */?）是大日本帝國從明治維新至第二次世界大戰爆發前存在的教育機構名稱，為小學校的一種，屬於初等教育，與屬於後期初等教育及前期中等教育的高等小學校相反。
而身為殖民地的台灣，也曾設置該種學校，但主要是供於住台的日本人就讀，臺灣漢人則是就讀於公學校，原住民則是就讀於蕃人公學校，但隨著1941年日本頒布了《國民學校令》，臺灣總督府便將前三種學校都統一改稱為國民學校。
本條目內容是以日本本土的視角為主。

## 歷史
- 1886年（明治19年）4月10日 - 文部大臣森有禮頒布了第一次的《小學校令》。
  - 小學校又可分為尋常小學校（修業年限4年）和高等小學校（修業年限4年）兩個階段。
  - 僅有尋常小學的修業年限期間才算是義務教育。[註釋 1]
- 1890年（明治23年）10月7日 - 隨著第二次《小學校令》的頒布，尋常小學校的修業年限由原先的4年變為3年或4年。（並且廢止1886年的舊小學校令。第二次小學校令於1892年4月1日全面施行）
- 1900年（明治33年）8月20日 - 隨著第三次《小學校令》的頒布，尋常小學校的修業年限統一為4年，且不再徵收學費。
  - 由於小學校令的鼓勵，全國各地的小學校開始廣泛增設高等科（2年制），變成尋常高等小學校的學校數量也在增加（為了將來能把義務教育延長到6年）。
- 1907年（明治40年）3月21日 - 配合小學校令的部分改正，在澤柳政太郎文部次官的主導下，修業年限延長至6年。（自1908年4月1日起逐年實施）
  - 將高等小學校的舊制1、2年級改為尋常小學校的5、6年級，高等小學校的舊制3、4年級則改為高等小學校的新制1、2年級。
- 1941年（昭和16年）4月1日 - 根據《國民學校令》，設立了國民學校，原來的尋常小學改為國民學校初等科，高等小學改為國民學校高等科。
- 1947年（昭和22年）4月1日 - 學制改革（實施六年小學、三年中學制度，稱為六・三制）後，國民學校初等科改為小學，高等科則改組為新制中學。

## 日本與台灣的學制對照
| 就讀時的年齡 （結束時的年齡） | 日本學制                             | 日本學制                            | 日本學制                      | 日本學制                            | 日本學制                                    | 台灣學制                              | 台灣學制                               | 台灣學制                      | 台灣學制                    | 台灣學制                                    | 台灣學制                                        |
| 就讀時的年齡 （結束時的年齡） | 1900年（明治33年） 小学校令（第3次） | 1907年（明治40年） 小学校令一部改正 | 1941年（昭和16年） 国民学校令 | 1947年（昭和22年） 学制改革（現行） | 2016年（平成28年） 與1947年學制並行（現行） | 1919年（大正8年） 臺灣教育令（第1次） | 1922年（大正11年） 臺灣教育令（第2次） | 1941年（昭和16年） 國民學校令 | 1945年（民國34年） 戰後初期 | 1968年（民國57年） 九年國民義務教育（現行） | 2014年（民國103年） 十二年國民基本教育 （現行） |
| ----------------------------- | ------------------------------------ | ----------------------------------- | ----------------------------- | ----------------------------------- | ------------------------------------------- | ------------------------------------- | -------------------------------------- | ----------------------------- | --------------------------- | ------------------------------------------- | ----------------------------------------------- |
| 6歲 （7歲）                   | 尋常小学校1年                        | 尋常小学校1年                       | 国民学校初等科1年             | 小学校1年                           | 義務教育学校1年                             |                                       | 公學校1年                              | 國民學校初等科1年             | 國民學校1年級               | 國民小學1年級                               | 國民小學1年級                                   |
| 7歲 （8歲）                   | 尋常小学校2年                        | 尋常小学校2年                       | 国民学校初等科2年             | 小学校2年                           | 義務教育学校2年                             | 公學校1年                             | 公學校2年                              | 國民學校初等科2年             | 國民學校2年級               | 國民小學2年級                               | 國民小學2年級                                   |
| 8歲 （9歲）                   | 尋常小学校3年                        | 尋常小学校3年                       | 国民学校初等科3年             | 小学校3年                           | 義務教育学校3年                             | 公學校2年                             | 公學校3年                              | 國民學校初等科3年             | 國民學校3年級               | 國民小學3年級                               | 國民小學3年級                                   |
| 9歲（10歲）                   | 尋常小学校4年                        | 尋常小学校4年                       | 国民学校初等科4年             | 小学校4年                           | 義務教育学校4年                             | 公學校3年                             | 公學校4年                              | 國民學校初等科4年             | 國民學校4年級               | 國民小學4年級                               | 國民小學4年級                                   |
| 10歲（11歲）                  | 高等小学校1年                        | 尋常小学校5年                       | 国民学校初等科5年             | 小学校5年                           | 義務教育学校5年                             | 公學校4年                             | 公學校5年                              | 國民學校初等科5年             | 國民學校5年級               | 國民小學5年級                               | 國民小學5年級                                   |
| 11歲（12歲）                  | 高等小学校2年                        | 尋常小学校6年                       | 国民学校初等科6年             | 小学校6年                           | 義務教育学校6年                             | 公學校5年                             | 公學校6年                              | 國民學校初等科6年             | 國民學校6年級               | 國民小學6年級                               | 國民小學6年級                                   |
| 12歲（13歲）                  | 高等小学校3年                        | 高等小学校1年                       | 国民学校高等科1年             | 中学校1年                           | 義務教育学校7年                             | 公學校6年                             | 公學校高等科1年                        | 國民學校高等科1年             | 初級中學1年級               | 國民中學1年級                               | 國民中學1年級                                   |
| 13歲（14歳歲）                | 高等小学校4年                        | 高等小学校2年                       | 国民学校高等科2年             | 中学校2年                           | 義務教育学校8年                             | 高等普通學校1年                       | 公學校高等科2年                        | 國民學校高等科2年             | 初級中學2年級               | 國民中學2年級                               | 國民中學2年級                                   |
| 14歲（15歲）                  |                                      |                                     | 国民学校特修科                | 中学校3年                           | 義務教育学校9年                             | 高等普通學校2年                       |                                        |                               | 初級中學3年級               | 國民中學3年級                               | 國民中學3年級                                   |
| 15歲（16歲）                  |                                      |                                     |                               |                                     |                                             | 高等普通學校3年                       |                                        |                               |                             |                                             | 高級中學1年級                                   |
| 16歲（17歲）                  |                                      |                                     |                               |                                     |                                             | 高等普通學校4年                       |                                        |                               |                             |                                             | 高級中學2年級                                   |
| 17歲（18歲）                  |                                      |                                     |                               |                                     |                                             |                                       |                                        |                               |                             |                                             | 高級中學3年級                                   |

## 教學內容
一年級和二年級的學生學習修身（道德教育）、國語（日語）、算術、唱歌、體操，三年級以上則陸續增加了圖畫、理科、裁縫（僅限女生）、國史、地理。在二年級，國語佔了所有時間的一半以上。

## 升學狀況
尋常小學畢業後，學生通常會進入舊制中等教育學校（如舊制中學校、高等女學校、實業學校）、高等小學校，或是青年學校普通科等繼續升學，不然就是直接就業。1936年的統計顯示，約有21%的學生進入舊制中等教育學校，完全沒有升學的比例為13%，而進入高等小學校的比例則高達66%。
隨著升學率的逐年攀升，到了第二次世界大戰時期，日本內地兒童已經是幾乎人人都升學了。